# Erekcija
Erekcija, (lat. erectio, erigere: uspraviti, podići) jest termin koji se odnosi na nabreknuće spolnog uda, a posljedica je naviranja krvi u spužvasta i šupljikasta (kavernozna) tijela uda, a pod nadzorom je parasimpatikusa.
Ovaj termin obično se odnosi na nabreknuće muškog spolnog uda (penisa), ali je i kod žena klitoris također erekcijsko tijelo koje čine spletovi venskih prostora i obilato je oživčeno. U području malih usana i postranično od ulaza u rodnicu na lijevoj i na desnoj strani nalazi se spužvasto erekcijsko tijelo, nalik na maslinu, nazvano gomoljak predvorja, (bulbus vestibuli). Pri spolnom podražaju parasimpatički živci uzrokuju proširenje arterija i sužavanje vena pa erekcijska tkiva nabreknu.

## Vanjske poveznice
- erekcija Hrvatska enciklopedija. LZMK
- LZMK / Proleksis enciklopedija: erekcija
- SeksualnoZdravlje.com – Seksualni problemi kod muškaraca  Arhivirana inačica izvorne stranice od 7. rujna 2015. (Wayback Machine)
- Dnevnik.hr / Zanimljivosti: 10 stvari koje niste znali o erekciji
- Večernji.hr – Linda Draškić: »Zašto muškarci imaju jutarnje erekcije? Evo odgovora«